# 安貞桓
安 貞桓（アン・ジョンファン、英: Ahn Jung-Hwan、韓: 안정환、1976年1月27日 - ） は、大韓民国・京畿道坡州市出身の元プロサッカー選手。現役時代のポジションはフォワード。元韓国代表。
ゴールを決めた際に、ラウールのように結婚指輪にキスをするパフォーマンスをしたことから、韓国では「指輪の帝王」というニック・ネームで呼ばれることもある。また、長髪で彫刻のような容貌 が似ているとして付けられた「テリウス（アニメ『キャンディ・キャンディ』の登場人物）」の愛称も持つ。

## 経歴

### 韓国時代
1998年、当時の団長から 「韓国のデビッド・ベッカム」と命名される など期待を集めてKリーグ・釜山大宇ロイヤルズ（現・釜山アイパーク）に入団。長髪をなびかせたプレイスタイルで主に若い女性からの人気を集めた。1999年には14ゴールを決めるなどチームのKリーグ準優勝に貢献し、KリーグMVPに選出された。準優勝チームからMVPに選ばれたのはKリーグ史上初めてのことだった。このような活躍からオッパ隊（ 「オッパ（오빠）」は女性（ファン）が年上の男性（芸能人等）に対して親しみを込めて呼び掛ける言葉で「兄さん」のような意味）と呼ばれる熱烈な追っかけが登場するなどKリーグの盛り上げに一役買った。

### イタリア時代
2000-01シーズンにイタリア・セリエAのペルージャに期限付き移籍。安より以前に同じくセリエAに移籍した中田英寿に倣った大韓サッカー協会主導による計画的な移籍であったとされている。同じ東洋人であり、前年まで同チームに在籍し活躍した中田と比較されるなど注目され、リーグ戦の初戦こそ先発フル出場を果たしたが、その後は第3節から11試合連続で不出場など、リーグ戦34節中15試合の出場に留まった。そのうち、先発フル出場はわずかに9試合だった。それでもチームにケガ人が多発した終盤では少なからず起用の機会があり、4ゴールを奪った。しかし2年目も基本的に控えの扱いは変わらず、34節中20試合で出番が無く、先発フル出場はわずか4試合のみ。平均出場時間も約24分から約14分と更に減少し、わずかに1得点を記録するのみに終わった。

#### 2002年ワールドカップ
2002年のFIFAワールドカップ・日韓大会で、安は代表チームのスーパーサブ的な存在として韓国を大会ベスト4に導く原動力となった。グループステージのアメリカ戦で1ゴールを挙げて、決勝トーナメント1回戦のイタリア戦で挙げたゴールデンゴールにより国民的スターとなった。
当時、安の所属チームでもあるペルージャのルチアーノ・ガウチ会長（当時）がこのゴールに激怒し、安との契約を解除しようとしているという話が、イタリアメディアを発端として韓国・日本において報じられた。一方、ペルージャ側は異論を述べた。「安はイタリアの地に二度と足を踏み入れる事はない」とのガウチ会長の発言は、安の「今日我々はイタリアサッカーを上回った」という発言（韓国とイタリアのメディアが報道、安はその一部を認めていない）が引き金となっているだけという。ガウチは「イタリア代表戦でたとえ10ゴールを決められようともそれはかまわない。契約解除は彼の発したコメントのためだ」とBBCの取材に対して答えている。
また、ガウチ会長の息子であり、副会長のアレサンドロ・ガウチも同様に海外サッカー専門サイトのサッカーエイジとのインタビューで、「安がゴールデンゴールを記録したから放出するわけではない」とし、騒動の発端はイタリアメディアの誇張報道による誤解から始まったと述べた。韓国SBSとのインタビューにおいては、安に電話して誤解を解いたといい、父の発言で物議を醸したため韓国民に申し訳ないと述べた。
その一方で、クラブとしてのペルージャには安を解雇する意志はなく、期限付き移籍であった安の所属先であった釜山に移籍金を支払い、その保有権を正式に確保している。一方、安側はペルージャで控えに甘んじていたことに不満を抱いていたことや、プレミアリーグやスペインリーグへの憧れがあった ために他の欧州リーグへの移籍を模索した。ワールドカップでの成功があったため、容易に移籍できるであろうという目論見があったともされ、韓国のメディアでは前述のガウチの放出宣言はむしろ安にとって朗報ともされた
安はこのセリエA時代を振り返って、マルコ・マテラッツィから浴びせられた「ニンニク臭い」といった暴言など、いくつかの人種差別を経験したと語っている。

### Jリーグへの移籍
ワールドカップの活躍で安の市場価値の高騰を目論んだペルージャが設定した移籍金を支払う欧州クラブは現れなかった。一方、ペルージャが釜山に移籍金を支払って安の保有権を確保したはずだったが、釜山も保有権を主張し始め、双方がFIFAに提訴も辞さないという状況に陥った。最終的にペルージャから保有権をパチンコ販売会社フィールズの子会社であるプロフェッショナルマネージメント株式会社（現ジャパン・スポーツ・マーケティング株式会社）が買い取り、更に釜山にも移籍金を支払うことで決着を見る。その後、2002年9月、Jリーグの清水エスパルスに半年という契約でレンタル移籍。本人は半年で欧州リーグへの移籍を再度模索するつもりだったが、欧州のクラブが興味を示そうとしなかったため、1年半の間、清水に在籍することになった。
2004年1月に横浜F・マリノスへ完全移籍。優勝への天王山となった1stステージ最終節鹿島戦を含む終盤4試合で4試合連続ゴールするなど優勝に貢献した。その後骨折し離脱している。2005年6月に契約満了により横浜FMを退団。
Jリーグでは3シーズン弱在籍し、通算86試合38ゴール (ACL アジアチャンピオンズリーグを含めて97試合47ゴール) という高い得点率を記録し、清水と横浜のエースストライカーだった。
「安心して働ける日本が好きだから、ここで頑張ろうと思った」というキャッチコピーで、厚生労働省の外国人雇用状況報告制度（平成17年6月）の宣伝ポスターに起用されるなど、ピッチの外でも活躍した。

### 欧州リーグへの再挑戦

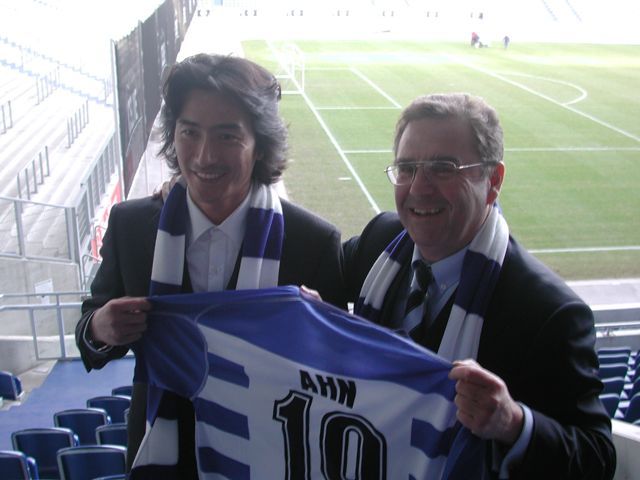
MSVデュースブルク加入会見の安貞桓（2006年）

2005-06シーズンに入り、セリエAのリヴォルノ、ブンデスリーガの1FCケルン、リーガ・エスパニョーラのデポルティーボ・ラ・コルーニャが獲得に乗り出したと言われるが、結局リーグ・アンのFCメッツへ移籍する。しかし、得点しても仏レキップ紙の採点では事実上の最低点となる2点を付けられるなど、チームにフィットすることができなかった。2006年1月にはブンデスリーガ・MSVデュースブルクに移籍。途中加入ながら2得点を記録した。このシーズンに所属した2つのチームはどちらもリーグ最下位となり、2部に降格となった。なお、両チームともに翌シーズンには再昇格を果たしている。
日本や香港などアジアで活動している英国人ライターのジェレミー・ウォーカーは、「安貞桓が成功した唯一の外国は日本で、その他挑戦したヨーロッパの国々（イタリア、フランス、ドイツ）では苦戦し、悲惨な結果となった」という厳しい評価を下している。

### 無所属期間
2006年8月にはデュースブルクからの解雇が発表された。直後にスコットランドのハーツと交渉し、移籍寸前まで話が進んだが、ハーツはチリ代表FWのマウリシオ・ピニージャを獲得し、移籍話は破談になった。その後、欧州クラブからのオファーを待ったが、結局無所属となった。韓国代表ピム監督は当初、所属チームはすぐに決まると聞かされていたようだが、その後所属チームがいっこうに決まらなかったため「安貞桓の代表入りはない」と告げ、この時期の代表招集は見送られることになった。

### 韓国復帰
2007年1月9日、Kリーグの水原三星ブルーウィングスと1年契約を交わしたが15試合無得点と結果を出せず、翌2008年に古巣の釜山アイパークに8年ぶりに復帰することとなった。
2007年9月11日、FCソウル2軍との試合中、FCソウルの女性サポーターから自分と家族 についてのわいせつな野次を受けて激高し、そのままスタンドに上りサポーターに「なぜそのように選手の悪口をいうのか！」「あなたのような人が居るからKリーグが発展しない！」と激しく抗議した。主審の許諾なしにグラウンドを出たとしてその場で退場処分を受け、後にKリーグ史上最高額となる1000万ウォン（約120万円※当時の為替レート換算）の罰金を科せられた。このような事件はKリーグ史上初のこと だった（安自身としては1999年の韓国FAカップ蔚山現代FC戦以来、Kリーグで2度目の退場となる）。

### 中国移籍

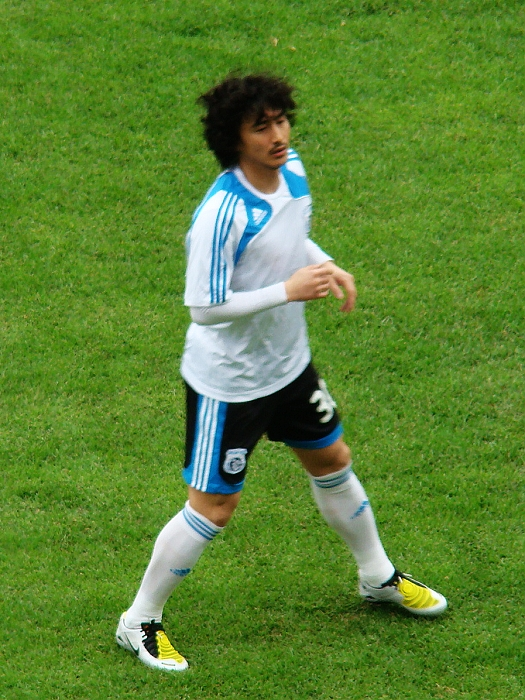
大連実徳時代の安貞桓（2009年）

Kリーグ復帰後は故障も多く満足の行く結果を残せなかったため、釜山との契約も1年で終了した。一時期はアメリカ進出も検討したがうまくいかず、2009年は中国スーパーリーグの大連実徳足球倶楽部と3か月間10万USドルの条件で契約した。
大連実徳ではエースストライカーとして活躍。2010年2月25日には南アフリカW杯に向けての強化試合（対コートジボワール）に韓国代表として招集された（1年8ヶ月ぶりの代表復帰）。そして南アフリカW杯の最終登録メンバー入りを果たし、3大会連続のW杯出場エントリーが内定したが、試合に出場することはなかった。

### 現役引退、その後
2012年1月31日にソウルで引退記者会見を行い、14年間の現役生活を終えた。前年の10月に行われた引退試合には、「大連の王」と呼ばれた安のために3万人の観客がスタジアムに詰め掛け、その名前を連呼した。
引退後は2012年4月から1年間の任期でKリーグの名誉広報チーム長に就任し、その後はテレビのバラエティ番組への出演 やMBCのサッカー解説者 として活躍している。
2025年6月23日、大学サッカー出身の経歴を買われ、韓国大学サッカー連盟(KUFC)による新しい大学サッカー強化育成システム「UNIV PRO」の統括ディレクターに就任することが決定した。

## 私生活
- 母子家庭に育ったのち母にも捨てられ、叔母や祖母の家を転々とする不遇な幼少期を過ごした[1]。
- 妻は1999年ミスコリアでモデルの李恵園（朝鮮語版）[20]。2004年5月に長女、2008年12月に長男が誕生している。
- 妻の名前を体に入れ墨しているほどの愛妻家である[1]。
- トレードマークであった絶妙のトラッピングから相手を抜く柔軟で華麗なドリブルは小学校の時に器械体操をさせられていたおかげ[1] といわれる。
- 試合前には絶対に洗髪しないという験担ぎをしていた[要出典]。
- 2002年W杯日韓大会の対アメリカ戦で、ゴールを決めた後に冬季五輪の判定を皮肉るスケートのパフォーマンス[21] をした。
- 横浜Fマリノス在籍時にスポーツ朝鮮記者からの電話取材で、竹島（韓国名：独島）問題についてどう思うかという政治的な質問をされ、「政治に関する問題は知らないことが多いので、分からない」「現在、そこに住んでいる人はどうなるの？」と答えたところ、「独島は韓国の領土・・・日本の選手を説得する」と発言したとの歪曲した記事が掲載され、物議をかもした[22]。

## 所属クラブ
- 1986年 - 1987年  大林（デリム）初等学校
- 1988年 - 1990年  南ソウル（ナムソウル）中学校
- 1991年 - 1993年  ソウル機械工業高等学校
- 1994年 - 1997年  亜洲大学校
- 1998年 - 2000年  釜山大宇ロイヤルズ
- 2000年 - 2002年  ACペルージャ
- 2002年9月 - 2003年  清水エスパルス
- 2004年 - 2005年6月  横浜F・マリノス
- 2005年7月 - 2006年1月  FCメッツ
- 2006年2月 - 同年8月  MSVデュースブルク
- 2007年 - 2008年  水原三星ブルーウィングス
- 2008年 - 2009年  釜山アイパーク
- 2009年 - 2011年  大連実徳足球倶楽部

## 個人成績
| 国内大会個人成績 | 国内大会個人成績 | 国内大会個人成績 | 国内大会個人成績 | 国内大会個人成績 | 国内大会個人成績 | 国内大会個人成績 | 国内大会個人成績 | 国内大会個人成績 | 国内大会個人成績 | 国内大会個人成績 | 国内大会個人成績 |
| 年度             | クラブ           | 背番号           | リーグ           | リーグ戦         | リーグ戦         | リーグ杯         | リーグ杯         | オープン杯       | オープン杯       | 期間通算         | 期間通算         |
| 年度             | クラブ           | 背番号           | リーグ           | 出場             | 得点             | 出場             | 得点             | 出場             | 得点             | 出場             | 得点             |
| 韓国             | 韓国             | 韓国             | 韓国             | リーグ戦         | リーグ戦         | リーグ杯         | リーグ杯         | FA杯             | FA杯             | 期間通算         | 期間通算         |
| ---------------- | ---------------- | ---------------- | ---------------- | ---------------- | ---------------- | ---------------- | ---------------- | ---------------- | ---------------- | ---------------- | ---------------- |
| 1998             | 釜山大宇         | 8                | Kリーグ          | 17               | 5                | 16               | 8                | -                | -                | 33               | 13               |
| 1999             | 釜山大宇         | 8                | Kリーグ          | 24               | 14               | 10               | 7                | 1                | 0                | 35               | 21               |
| 2000             | 釜山大宇         | 8                | Kリーグ          | 13               | 8                | 7                | 2                | -                | -                | 20               | 10               |
| イタリア         | イタリア         | イタリア         | イタリア         | リーグ戦         | リーグ戦         | イタリア杯       | イタリア杯       | オープン杯       | オープン杯       | 期間通算         | 期間通算         |
| 2000-01          | ペルージャ       | 8                | セリエA          | 15               | 4                | 1                | 0                | -                | -                | 16               | 4                |
| 2001-02          | ペルージャ       | 10               | セリエA          | 15               | 1                | 2                | 0                | -                | -                | 17               | 1                |
| 日本             | 日本             | 日本             | 日本             | リーグ戦         | リーグ戦         | リーグ杯         | リーグ杯         | 天皇杯           | 天皇杯           | 期間通算         | 期間通算         |
| 2002             | 清水             | 26               | J1               | 10               | 3                | 1                | 0                | 3                | 2                | 14               | 5                |
| 2003             | 清水             | 19               | J1               | 28               | 11               | 4                | 2                | 4                | 3                | 36               | 16               |
| 2004             | 横浜FM           | 36               | J1               | 25               | 12               | 1                | 0                | 1                | 1                | 27               | 13               |
| 2005             | 横浜FM           | 19               | J1               | 9                | 4                | 0                | 0                | -                | -                | 9                | 4                |
| フランス         | フランス         | フランス         | フランス         | リーグ戦         | リーグ戦         | F・リーグ杯      | F・リーグ杯      | フランス杯       | フランス杯       | 期間通算         | 期間通算         |
| 2005-06          | メス             | 19               | リーグ・アン     | 16               | 2                | -                | -                | -                | -                | 16               | 2                |
| ドイツ           | ドイツ           | ドイツ           | ドイツ           | リーグ戦         | リーグ戦         | リーグ杯         | リーグ杯         | DFBポカール      | DFBポカール      | 期間通算         | 期間通算         |
| 2005-06          | デュースブルク   |                  | ブンデス1部      | 12               | 2                | -                | -                | 0                | 0                | 12               | 2                |
| 2006-07          | デュースブルク   |                  | ブンデス2部      | 0                | 0                | -                | -                | 0                | 0                | 0                | 0                |
| 韓国             | 韓国             | 韓国             | 韓国             | リーグ戦         | リーグ戦         | リーグ杯         | リーグ杯         | FA杯             | FA杯             | 期間通算         | 期間通算         |
| 2007             | 水原三星         | 10               | Kリーグ          | 15               | 0                | 10               | 5                | 1                | 0                | 26               | 5                |
| 2008             | 釜山             | 8                | Kリーグ          | 19               | 4                | 8                | 2                | 1                | 0                | 28               | 6                |
| 中国             | 中国             | 中国             | 中国             | リーグ戦         | リーグ戦         | リーグ杯         | リーグ杯         | FA杯             | FA杯             | 期間通算         | 期間通算         |
| 2009             | 大連             | 30               | 超級             | 26               | 6                | -                | -                | -                | -                | 26               | 6                |
| 2010             | 大連             | 19               | 超級             | 24               | 10               | -                | -                | -                | -                | 24               | 10               |
| 2011             | 大連             |                  | 超級             | 15               | 2                | -                | -                | 0                | 0                | 15               | 2                |
| 通算             | 韓国             | 韓国             | Kリーグ          | 88               | 31               | 51               | 24               | 3                | 0                | 142              | 55               |
| 通算             | イタリア         | イタリア         | セリエA          | 30               | 5                | 3                | 0                | -                | -                | 33               | 5                |
| 通算             | 日本             | 日本             | J1               | 72               | 30               | 6                | 2                | 8                | 6                | 86               | 38               |
| 通算             | フランス         | フランス         | リーグ・アン     | 16               | 2                | -                | -                | -                | -                | 16               | 2                |
| 通算             | ドイツ           | ドイツ           | ブンデス1部      | 12               | 2                | -                | -                | 0                | 0                | 12               | 2                |
| 通算             | ドイツ           | ドイツ           | ブンデス2部      | 0                | 0                | -                | -                | 0                | 0                | 0                | 0                |
| 通算             | 中国             | 中国             | 超級             | 65               | 18               | -                | -                | 0                | 0                | 65               | 18               |
| 総通算           | 総通算           | 総通算           | 総通算           | 283              | 88               | 60               | 26               | 11               | 6                | 365              | 131              |

その他の公式戦
- 2004年
  - スーパーカップ 1試合0得点

| 国際大会個人成績 | 国際大会個人成績 | 国際大会個人成績 | 国際大会個人成績 | 国際大会個人成績 |
| 年度             | クラブ           | 背番号           | 出場             | 得点             |
| AFC              | AFC              | AFC              | ACL              | ACL              |
| ---------------- | ---------------- | ---------------- | ---------------- | ---------------- |
| 2002-03          | 清水             | 26               | 4                | 5                |
| 2004             | 横浜FM           | 36               | 4                | 3                |
| 2005             | 横浜FM           | 19               | 3                | 3                |
| 通算             | AFC              | AFC              | 11               | 11               |

その他の国際公式戦
- 2004年
  - A3チャンピオンズカップ 3試合0得点

## 代表歴

### 出場大会
- 韓国代表
  - 2002 FIFAワールドカップ
  - 2006 FIFAワールドカップ
  - 2010 FIFAワールドカップ

### 試合数
- 国際Aマッチ 72試合 18得点（1997年-2010年）[23]

| 韓国代表 | 国際Aマッチ | 国際Aマッチ |
| 年       | 出場        | 得点        |
| -------- | ----------- | ----------- |
| 1997     | 3           | 0           |
| 1998     | 1           | 1           |
| 1999     | 4           | 1           |
| 2000     | 5           | 1           |
| 2001     | 4           | 0           |
| 2002     | 13          | 5           |
| 2003     | 7           | 2           |
| 2004     | 15          | 5           |
| 2005     | 6           | 1           |
| 2006     | 8           | 2           |
| 2007     | 0           | 0           |
| 2008     | 3           | 0           |
| 2009     | 0           | 0           |
| 2010     | 3           | 0           |
| 通算     | 72          | 18          |

## 個人タイトル
- 1998年 Kリーグベストイレブン
- 1999年 KリーグMVP